# Servizio ferroviario urbano di Genova
Il servizio ferroviario urbano di Genova viene esercitato da Trenitalia sulle linee ferroviarie interessanti il capoluogo ligure, servendo un totale di 21 stazioni. Dall'offerta è esclusa la fermata di Genova Vesima, posta all'estrema periferia occidentale della città, che, a causa dello scarso traffico legato ad essa (dipendente quasi esclusivamente da bagnanti), viene servita saltuariamente da alcuni treni nella sola stagione estiva.

## Storia
Il servizio ferroviario urbano di Genova venne attivato il 31 maggio 1964, in concomitanza all'entrata in vigore dell'orario estivo; esso si estendeva sulle tratte all'interno del territorio cittadino delle linee per Ventimiglia, Torino/Milano e La Spezia (rispettivamente fino a Voltri, Pontedecimo e Nervi).
Nel 1987, per superare la congestione della tratta centrale fra le stazioni di Genova Sampierdarena e Genova Brignole, vennero aperti i cantieri per il quadruplicamento del binario, riutilizzando vecchi raccordi portuali; l'opera, comprendente la nuova fermata a due binari di Genova Piazza Principe Sotterranea, venne attivata con il cambio d'orario del 23 maggio 1993.
Negli anni successivi vennero realizzate nuove fermate, allo scopo di aumentare la capillarità del servizio: il 25 settembre 1994 venne attivata la fermata di Genova Costa di Sestri Ponente e l'11 dicembre 2005 le fermate di Genova San Biagio (in Val Polcevera) e Genova Via di Francia (vicina al complesso WTC di San Benigno).
Il 2 aprile 2006 venne aperta la nuova fermata di Genova Pra, in sostituzione del precedente impianto.

## Il potenziamento del nodo di Genova
Il nodo ferroviario di Genova è attualmente interessato da importanti lavori di potenziamento infrastrutturale, che prevedono:
- Il sestuplicamento dei binari tra le stazioni di Genova Sampierdarena e Genova Brignole mediante un passante ferroviario realizzato prolungando le gallerie "San Tomaso"  e "Colombo" e adattando un tratto delle antiche Gallerie delle Grazie;[9][10]
- La costruzione di una banchina di sosta a monte del fascio binari di Brignole riservata al servizio ferroviario metropolitano, che consenta un agevole interscambio con la vicina fermata della metropolitana genovese.
- La ricostruzione dello scalo tecnico di Terralba, con 9 binari provvisti di tronchini per la sosta e la manutenzione dei convogli;
- Il quadruplicamento dei binari tra le stazioni di Genova Voltri e Genova Sampierdarena realizzato mediante la Bretella Voltri-Borzoli;
- Il riassetto delle stazioni di Sampierdarena e Voltri per adattarle al nuovo servizio di tipo metropolitano;
- La rettifica di tracciato nella tratta Cornigliano-Sestri Ponente, realizzata mediante l'allargamento del sedime verso monte e la creazione di un terzo binario di precedenza;
- Lo spostamento a mare del tracciato fra le stazioni di Prà e Voltri.

Tali opere, dal 2019, sono state accorpate alla realizzazione del Terzo valico, una nuova linea ferroviaria ad alta velocità tra la Liguria e la Pianura Padana per il trasporto di merci e persone. La loro realizzazione consentirà di separare i traffici locali da quelli a lunga percorrenza, permettendo così l'aumento della frequenza e della velocità dei treni del servizio urbano.
Per rilanciare l'uso del treno come mezzo veloce e sostenibile, il Comune si è espresso in favore della creazione di una "metropolitana ferroviaria" costituita potenziando il servizio urbano. Nell'ambito di tale prospettiva, sono state ipotizzate nuove stazioni e fermate.
A partire dal 2010 sono stati chiusi al traffico il binario 2 (lato mare) di Piazza Principe Sotterranea ed il binario 2 di via di Francia, per consentire i lavori di collegamento tra le vecchie e le nuove gallerie nella tratta Principe-Brignole. Tali lavori sono rimasti fermi per anni a causa del fallimento delle aziende appaltatrici, ripartendo nel 2020 sotto la direzione del consorzio COCIV.
Nel 2021 si sono conclusi i lavori sul binario pari sotterraneo, che ha potuto essere riaperto, e sono iniziati quelli sul binario dispari, che è stato chiuso.
Tra il 2021 e il 2022 si sono conclusi gli scavi sulle gallerie "Colombo" e "San Tomaso".
All'inizio del 2024 è stata installata la catenaria e realizzato un tunnel artificiale a Brignole nel tratto compreso fra la futura banchina di sosta e l'imbocco delle due gallerie; tale intervento ha richiesto la soppressione temporanea dei binari 11 e 12 della stazione Brignole .

### Nuove stazioni previste
- Erzelli-Aeroporto:[16] intermedia tra Genova Sestri Ponente e Genova Cornigliano, sita nei pressi di via Siffredi. La stazione sarà punto di interscambio della linea costiera sia con l'Aeroporto Cristoforo Colombo sia con la collina degli Erzelli, dove sorgeranno un nuovo ospedale ed il nuovo polo universitario di Ingegneria. Il collegamento con l'Aeroporto sarà garantito da un people mover, mentre il collegamento con Erzelli sarà effettuato da un impianto di tipo funicolare. Il costo della stazione è di 65 milioni e la sua attivazione è prevista nel dicembre del 2024.
- Cornigliano-est: intermedia tra Sampierdarena ed Erzelli-Aeroporto, sorgerà in via San Giovanni d'Acri nei pressi di Villa Durazzo Bombrini e sostituirà l'attuale stazione di Cornigliano, posta a circa 1 km di distanza.

Nel dicembre 2020 sono stati presentati i progetti definitivi ed il bando di gara per la realizzazione delle stazioni di Erzelli-Aeroporto e Cornigliano-Est.
Nel dicembre 2022 sono ufficialmente partiti i cantieri per realizzare la stazione di Erzelli-Aeroporto, affidati a Italferr.

### Stazioni in fase di studio da RFI
Nel primo progetto del riassetto del nodo ferroviario genovese presentato da RFI nel 2008 era previsto di aggiungere diverse stazioni intermedie, costruite come fermate passanti in modo da servire in modo più capillare i diversi distretti della città. Alla ripartenza dei lavori dopo gli anni di blocco, tali fermate non comparivano più nei progetti di RFI, tuttavia secondo il progetto di "metropolitana ferroviaria" presentato dal Comune nel 2023 alcune di queste potrebbero essere realizzate:
- Stazione di Terralba: sita a 1,5 km dalla stazione Brignole, sotto Corso Gastaldi (prima della galleria per Genova Sturla) e al centro del quartiere di San Fruttuoso. Sebbene in quell'area sia prevista solo una fermata "tecnica" per l'inversione dei treni, da tempo il Comune ha annunciato la costruzione di una stazione passeggeri. Idealmente potrebbe essere la stazione di testa della tratta costiera per i treni provenienti da Voltri;
- Fermata di Palmaro: intermedia tra Voltri e Pra', a servizio dell'omonimo quartiere della periferia ponentina e del terminal PSA di Pra'.[22] Potrebbe essere realizzata successivamente al riassetto del parco ferroviario merci e lo spostamento a mare del tracciato.
- Fermata Pegli-Lido: Intermedia tra Pra' e Pegli, nei pressi del Castelluccio di Pegli.

### Stazioni ipotizzate
Altre stazioni sono state nel tempo ipotizzate, ma i progetti proposti non si sono concretizzati:
- Fermata Multedo: Intermedia tra Genova Pegli e Genova Sestri Ponente, nei pressi di Villa Rostan;
- Fermata Sestri-Ovest Bressanone; Intermedia tra Multedo e Sestri Ponente, a servizio dei Cantieri Navali;
- Fermata di Campi: intermedia tra Genova Sampierdarena e Genova Rivarolo. La sua ideazione risale al 2020 nell'ambito del progetto del "Parco del Ponte", dedicato alle vittime del crollo del viadotto Polcevera del 2018, sotto l'attuale viadotto Genova San Giorgio, che ha sostituito il vecchio ponte;
- Fermata di Teglia: intermedia tra Genova Rivarolo e Genova Bolzaneto. Nelle intenzioni iniziali doveva ospitare il Dirigente Movimento delle linee in Valpolcevera.
- Fermata Morigallo: intermedia tra Bolzaneto e San Biagio;

- Fermata Castelletto: intermedia tra Principe e Brignole, costruita in sotterranea nei pressi di Villa Gruber;
- Fermata Gambaro: Intermedia tra Brignole e Sturla, costruita in sotterranea, a servizio del quartiere di San Martino;
- Fermata Gaslini; intermedia tra Genova Sturla e Genova Quarto, a servizio dell'omonimo ospedale;
- Fermata Bagnara: intermedia tra Genova Quarto e Genova Quinto;
- Fermata Oberdan: intermedia tra Genova Quinto e Genova Nervi.

## Materiale rotabile
Il materiale rotabile utilizzato dal servizio ferroviario urbano di Genova è sempre stato, sostanzialmente, lo stesso utilizzato per i treni regionali in servizio in Liguria ed attestati nel capoluogo.
Per l'esercizio vennero inizialmente utilizzate le automotrici della serie ALe 803, all'epoca i mezzi più moderni per i servizi vicinali; successivamente, a partire dal 1976, furono impiegate le ALe 801/940, dalle prestazioni più brillanti.
Tra gli anni '80 e gli anni 2000, il servizio urbano fu regolarmente eseguito con convogli di carrozze Doppio Piano Casaralta, carrozze a Piano Ribassato e carrozze "navetta" MDVC e MDVE, abbinate in prevalenza a locomotive E.646 ed E.656, successivamente affiancate e sostituite dalle più moderne E.464; gli ALe/Aln 501 "Minuetto", introdotti nel 2004, raramente coprirono le tratte cittadine, data la loro esigua capienza e l'impossibilità di viaggiare accoppiati.
Nel periodo tra il 2006 ed il 2012 nella rete urbana genovese, così come in altri servizi ferroviari regionali liguri, furono impiegati anche gli elettrotreni ALe 426/Le 736/ALe 506, detti TAF (Treno ad Alta Frequentazione).
A partire dal 2010, con l'introduzione in Liguria dei nuovi convogli a doppio piano "Vivalto", prima in livrea XMPR unificata e in seguito in livrea DPR (riservata a treni regionali e urbani), vennero gradualmente sostituite le vecchie vetture, in particolare le ALe 801, ritirate definitivamente dal servizio nel 2016.
Dal 2019 fecero la loro comparsa sulle linee i moderni ETR 425 di fabbricazione Alstom, soprannominati "Jazz", più veloci e silenziosi, anche se meno capienti dei Vivalto, e progettati appositamente per il servizio regionale e locale, che da allora sono impiegati soprattutto sulla linea in direzione Ovada-Acqui Terme.
Tra il 2019 ed il 2020 furono introdotti altri due elettrotreni di nuova generazione: gli ETR 104 detti "Pop" costruiti da Alstom e gli ETR 521 detti "Rock" di fabbricazione Hitachi Rail. Questi ultimi, composti da cinque carrozze a doppio piano, sono dotati di capienza ben superiore, risultando in grado di sostituire le vecchie carrozze Casaralta, accantonate nel marzo 2020.
Tra maggio e giugno del 2023 le Carrozze Vicinali a Piano Ribassato hanno cessato il servizio in Liguria per essere trasferite in Puglia e nel sud Italia.
Ad oggi, la rete ferroviaria urbana di Genova è servita dai convogli "Vivalto", MDVC, MDVE (i rotabili più vecchi circolano soprattutto nelle fasce d'orario a bassa frequentazione) con le locomotive E.464 e dai nuovi elettrotreni "Jazz", "Rock" e "Pop".

## Linee e servizi
Il servizio ferroviario urbano viene esercito lungo tre direttrici complessivamente catalogate come relazione metropolitana M45:
- lungo la linea costiera, fra le stazioni di Genova Voltri e Genova Nervi, per complessive 13 stazioni, tutte poste all'interno del territorio comunale di Genova ed accessibili a tariffa urbana; la tratta è servita approssimativamente da un treno ogni 15 minuti, senza un perfetto cadenzamento degli orari. Un treno su due prosegue verso destinazioni extraurbane (verso ovest Savona, verso est Sestri Levante), con tariffazione regionale.

- lungo la linea storica dei Giovi, a tariffa urbana fino alla stazione di Genova Pontedecimo, con una frequenza approssimativamente di due treni ogni ora, senza un regolare cadenzamento degli orari. La metà di tali treni prosegue fino a Busalla e l'altra metà fino ad Arquata Scrivia, con tariffazione regionale.

- lungo la linea del Turchino, a tariffa urbana fino alla stazione di Genova Acquasanta, con una frequenza per direzione di un treno ogni ora nelle fasce orarie di maggiore affluenza e di un treno ogni due ore nelle fasce orarie meno frequentate; i treni di questa relazione proseguono fino ad Acqui Terme, con tariffazione regionale.

## Tariffe
È in vigore un sistema tariffario integrato, che consente l'utilizzo dei treni urbani di Trenitalia e dei mezzi pubblici urbani gestiti da AMT, compresa la metropolitana. Tale sistema tariffario prevede sia biglietti che consentono di accedere ad entrambe le tipologie di mezzi che biglietti che consentono di utilizzare solamente i treni di Trenitalia nelle tratte urbane genovesi, escludendo i mezzi AMT.